# Irena Grgić
Irena Grgić (Zagreb, 14.srpnja 1971.) je hrvatska spisateljica romana, novela i pjesama te redateljica. 

## Životopis
Irena Grgić rođena je 14. srpnja 1971. u Zagrebu kao jedino dijete u obitelji književnika.[nedostaje izvor] S 20 godina piše svoju prvu zbirku pjesama "Potočić", a nakon toga piše još mnogo zbirki pjesama i kratke priče. S 28 godina diplomira komparativnu književnost na filozofskom fakultetu.[nedostaje izvor]

## Filmografija

### Redatelj
- "Dobriša Cesarić: Odabrane pjesme" (2013.)
- "Orašar: Neispričana priča"  (2014.)
- "Summer Snow"  (2014.)

### Scenarist
- "Orašar: Neispričana priča"  (2014.)
- "Summer Snow"  (2014.)
- "Music Diary of a Singing Cat"  (2014.)

## Vanjske poveznice
- Irena Grgić na Internet Movie Databaseu
- Službena stranica